# Freaks of Nature (Kansas)
Freaks of Nature è il dodicesimo album dei Kansas, pubblicato nel 1995 per la Intersound Records.

## Descrizione
Dall'album Sono stati pubblicati due singoli, ed è anche il primo album della band a includere il violinista/chitarrista David Ragsdale. L'album è stato registrato a Port of Spain.
Freaks of Nature è stato prodotto da Jeff Glixman, ex membro della band ma comunque grande collaboratore, che ha prodotto i loro album Song for America, Masque, Leftoverture e Point of Know Return. È stato anche il primo album in studio dei Kansas dopo Vinyl Confessions nel 1982 ad avere il violino.

## Tracce
1. "I Can Fly" (Ragsdale, Walsh) – 5:21
2. "Desperate Times" (Walsh) – 5:25
3. "Hope Once Again" (Walsh) – 4:34
4. "Black Fathom 4" (Ragsdale, Walsh) – 5:54
5. "Under the Knife" (Ragsdale, Walsh) – 4:54
6. "Need" (Walsh) – 3:59
7. "Freaks of Nature" (Ehart, Ragsdale, Walsh) – 4:05
8. "Cold Grey Morning" (Kerry Livgren) – 4:14
9. "Peaceful and Warm"* (Walsh) – 6:44

## Formazione
- Phil Ehart - batteria
- Steve Walsh - tastiera, voce
- Billy Greer - basso
- Greg Robert - tastiera, voce
- Rich Williams - chitarra
- David Ragsdale - chitarra, violino